# Touring Club Schweiz
TCS (Touring Club Schweiz) neprofitna je udruga s otprilike 1,5 milijuna članova u Švicarskoj. Kao najveći klub za mobilnost u Švicarskoj, TCS svojim članovima nudi usluge u području osobne pomoći, pomoći s vozilima, turizma i rekreacije. Osim toga, udruga TCS predana je dobrobiti zajednice tako što provodi ispitivanja na svim područjima vezanima uz mobilnost i pruža usluge sigurnosti na cestama i električne mobilnosti.
Njezine glavne usluge uključuju članstvo, pomoć u inozemstvu, pravnu zaštitu, osiguranje vozila, kreditne kartice, tečajeve vožnje i rekreaciju (kampiranje i putovanja). Osim toga, svojim članovima omogućuje uživanje u pogodnostima drugih pružatelja usluga u Švicarskoj.

## Vanjske poveznice
- Stranice TCS-a